# VC Activia
VC Activia, opererend onder de sponsornaam TSL Activia, is een volleybalvereniging uit het Noord-Brabantse dorp Sint Anthonis. De vereniging werd opgericht als RKSV Activia op 12 oktober 1956 en heeft zo'n 200 leden, waarvan de helft jeugdleden. Het eerste damesteam van VC Activia in de eerste divisie.
In 1957 begon Activia met de organisatie van het internationale Pinkstertoernooi, dat jaarlijks in het dorp plaatsvindt tijdens Pinksteren. In 1960 werden de Dames 1 voor het eerst kampioen.
In 2016 ging de club samenwerken met Flamingo's '56 uit Gennep, wat net gepromoveerd was naar de Eredivisie, en het combinatieteam Flynth Flamingo's Activia zal in beide plaatsen actief zijn in de Eredivisie. In 2017 werd de naam Flynth FAST middels de Flamingo’s Activia Stichting Topvolleybal.
Medio 2018 ging VV Unicum uit Wanroij, na 40 jaar als zelfstandige vereniging, op in Activia.